# بيتر نوفر
بيتر نوفر (بالألمانية: Peter Nover)‏ هو لاعب كرة قدم ألماني في مركز الدفاع، ولد في 18 يوليو 1949 في Holzheim, Rhineland-Palatinate ‏ في ألمانيا. لعب مع شفارز فيس إسين ونادي أطلس ونادي بونر ونادي ساربروكن ونادي غوادالاخارا ونادي فوبرتال الرياضي.

## وصلات خارجية
- بيتر نوفر على موقع قاعدة بيانات كرة القدم.إي يو (الإنجليزية)
- بيتر نوفر على موقع بيانات كرة القدم. دي إي (الألمانية)